# Nedašova Lhota
Nedašova Lhota – gmina w Czechach, w powiecie Zlín, w kraju zlińskim. Według danych z dnia 1 stycznia 2012 liczyła 713 mieszkańców.